# Hennie Hollink
Hennie Hollink (Glanerbrug, 1931. október 1. – Almelo, 2018. január 31.) holland labdarúgó, edző.

## Pályafutása
1967 és 1984 között tevékenykedett edzőként és többek között a Roda, a Twente, a francia RC Strasbourg és az FC Tours vezetőedzője volt.